# کاج نلسون
کاج نلسون (نام علمی: Pinus nelsonii) نام یک گونه از سرده کاج است.